# Чирешоаја (Бакау)
Чирешоаја (рум. Cireșoaia) насеље је у Румунији у округу Бакау у општини Сланик-Молдова. Oпштина се налази на надморској висини од 336 m.

## Становништво
Према подацима из 2002. године у насељу је живело 1906 становника, од којих су сви румунске националности.